# モバイク
モバイク（中国語: 摩拜单车、英語: Mobike）は、北京市に本社を置く中国の自転車シェアリングサービス。北京モバイク・テクノロジー（中国語: 北京摩拜科技有限公司）によって運営される世界最大の自転車シェアリング事業者であり、2016年12月には上海市が世界最大の自転車シェアリング都市になった。
2017年6月、モバイクはテンセントが率いるシリーズE資金調達ラウンドで6億ドルを調達し、2017年だけで10億ドル近い資金を調達した。
2018年4月、中国の美団点評がモバイクの企業価値を約34億ドルと評価し債務7億ドルを引き受けた上で約27億ドルで買収した。買収金額のうち65%が現金、残り35%が美団点評の株式によって支払われる。

## サービスエリア

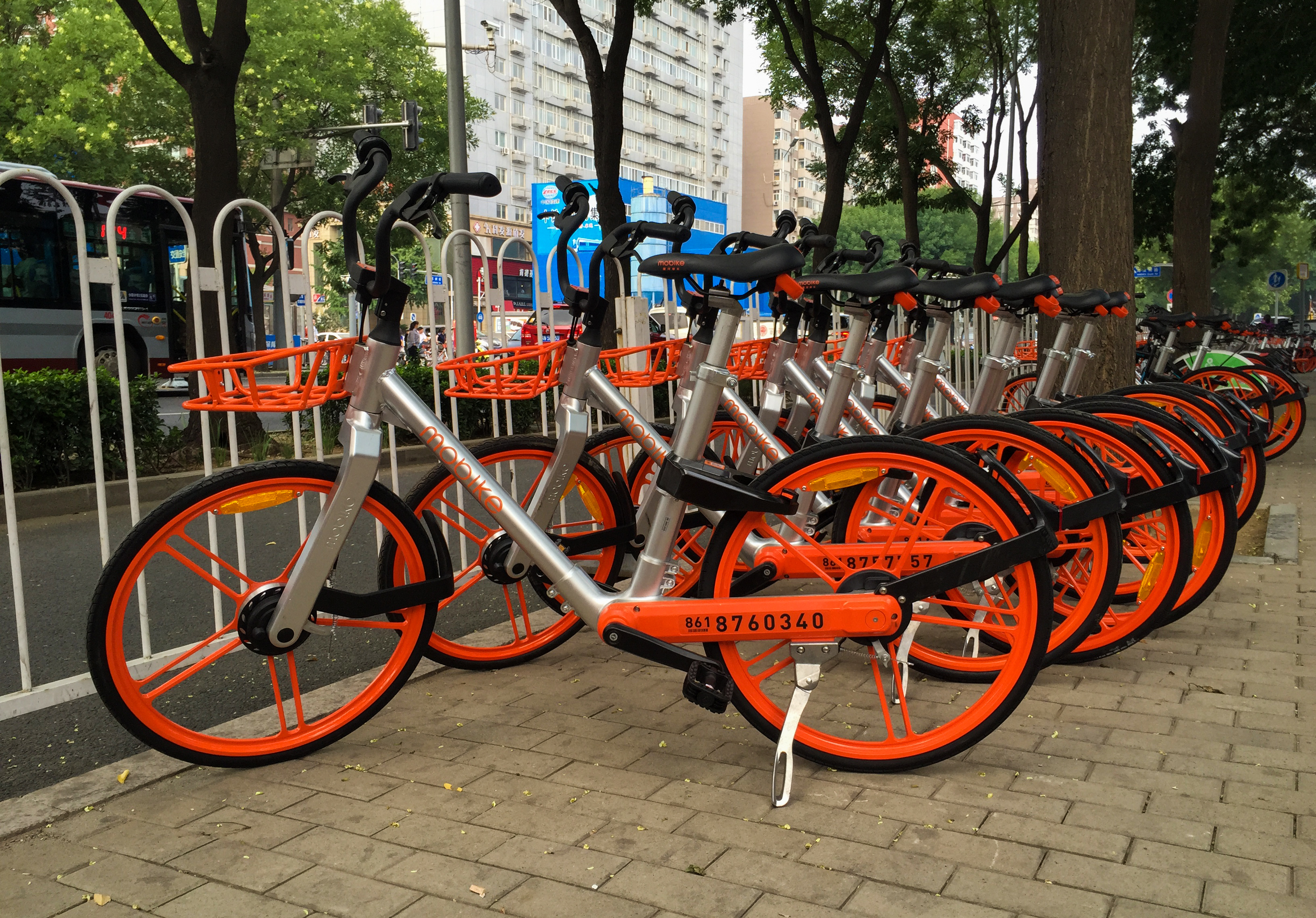
北京市海淀区にあるモバイク

現在モバイクは数十の中国の都市で事業を行っており、北京、上海、広州、深圳、成都、 蘭州、寧波、廈門、仏山、珠海、長沙、合肥、汕頭、海口、徳陽、南寧、貴陽、西安、温州及び武漢などが含まれる。2017年3月21日にシンガポールでの事業が始まった
2017年の夏にモバイクはマンチェスター、フィレンツェ、ミラノで事業を開始し9月にロンドンでも事業を始める予定である
2017年8月23日、モバイクの日本法人モバイク・ジャパンは北海道札幌市で日本初の事業をスタートした。ルール（後述）に則った場所であれば自転車の乗り捨てが可能な中国事業とは異なり、日本では放置自転車問題により協力企業の駐輪スペースが利用と返却の拠点となる。

## デザイン機能
企業が説明しているように、モバイクは目的地まで歩くには遠すぎるが、タクシーを見つけるための遅延やコストを正当化するには近すぎるという通勤者が直面する「ラストワンマイル」問題の解決を意図している。ドイツの「コール・ア・バイク」と同様に、全てのモバイクの自転車はネットでコントロールする電子錠が備え付けられており、自動で解錠されるが、使用後は手動でロックしなければならない。
モバイクの自転車は後輪のハブに備え付けられた小型の発電機で供給される電力でロックを動作させる。特許取得済みのディスクブレーキは1万キロ以上の走行に耐えるとされている。
モバイクの自転車は2種類あり、両方ともアンロックするために独自のQRコードをスキャンする必要がある：

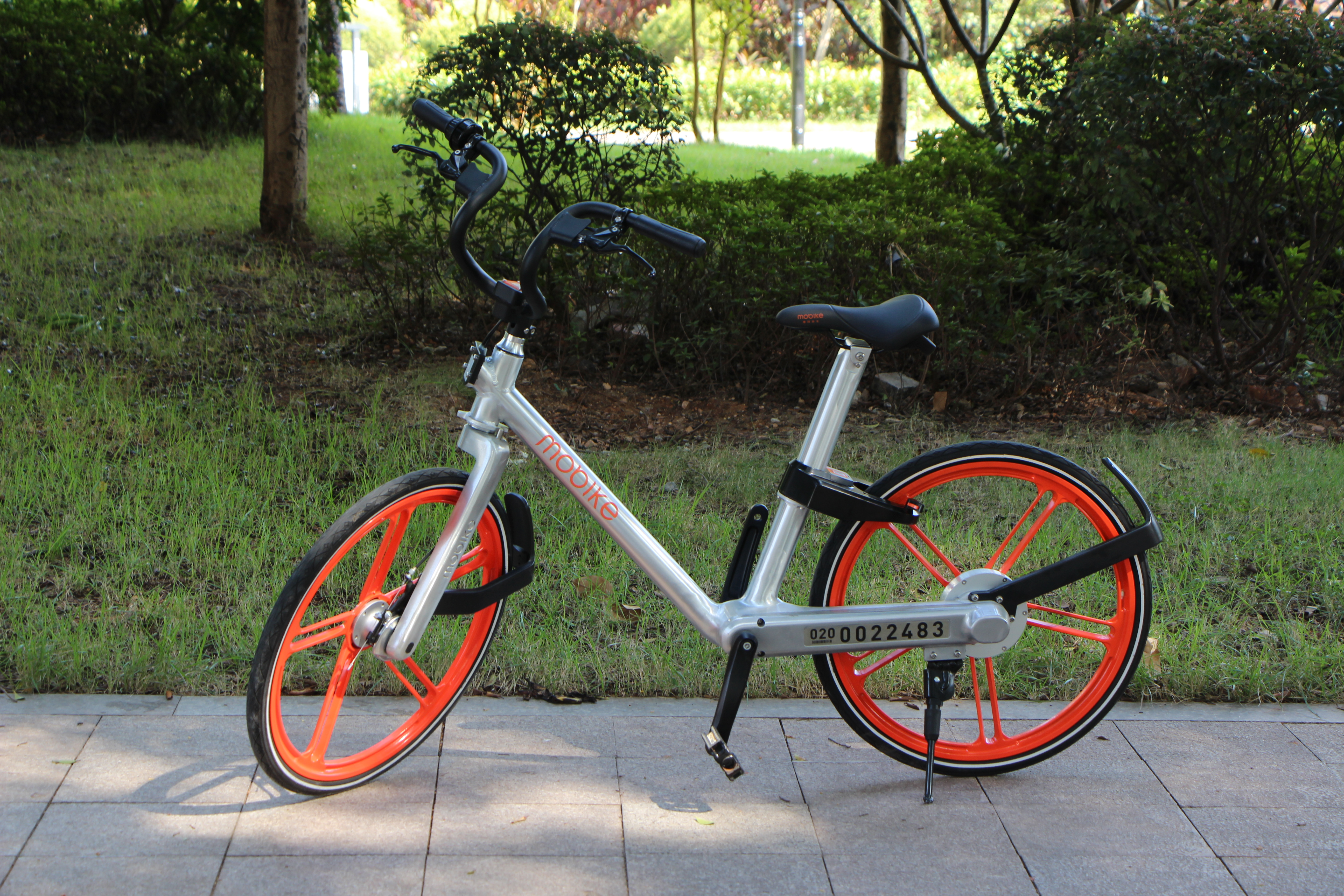
識別番号が表示されているクラシック・モバイク。小文字の「020」は 広東省広州市に割り当てられた自転車を意味する

### クラシック・モバイク
クラシック・モバイクまたは「モバイク」はモバイク自転車の基本タイプである。アルミニウム製のV字型の車体で、パンク防止タイヤ及びドライブシャフトを有している。耐久性の向上とメンテナンス費用の低減のために、従来のワイヤー・スポークの代わりに2つの厚い平行の金属棒が5組あり、それぞれが72度の間隔で位置している。各自転車の識別番号は車体後部に表示されている。 
利用者はスマートロックと共にハンドルの底部に表示されているQRコードをスキャンする。
シート、ハンドルバー、ロックは黒色で、リムはオレンジ色、車体はメタリック・シルバーである。
一部ユーザーはクラシック・モバイクの重量、自転車カゴの欠如（モバイク側は「スパム広告を防止する」と擁護した）及び最初の乗車でバランスを取り続けることの難しさについて不満を持っていたことから、モバイクの第2世代「モバイク・ライト」の開発がスタートした。
クラシック・モバイクのレンタル費用は30分当たり1元（約16円）である。

### モバイク・ライト
非公式に「第2世代」として知られているモバイク・ライトは、日常の使用により適した軽量かつ安全な自転車へのモバイクの妥協である。クラシック・モバイクの72度のスポークからシンプルなワイヤに戻り、後輪のトルクの供給に従来のローラーチェーンを使用した。識別番号はチェーンを保護するプラスチックパネルの右側に移動され、ハンドルの底部にあったQRコードは後部のフェンダーの端に移動された。
モバイク・ライトはバッグなどの持ち物を入れることができるネット状の金属製カゴが備え付けられているほか、QRロックとGPS追跡機に電力を供給するソーラーパネル機能が搭載されている。クラシック・モバイクと差別化するために自転車のタイヤは橙色になっている。

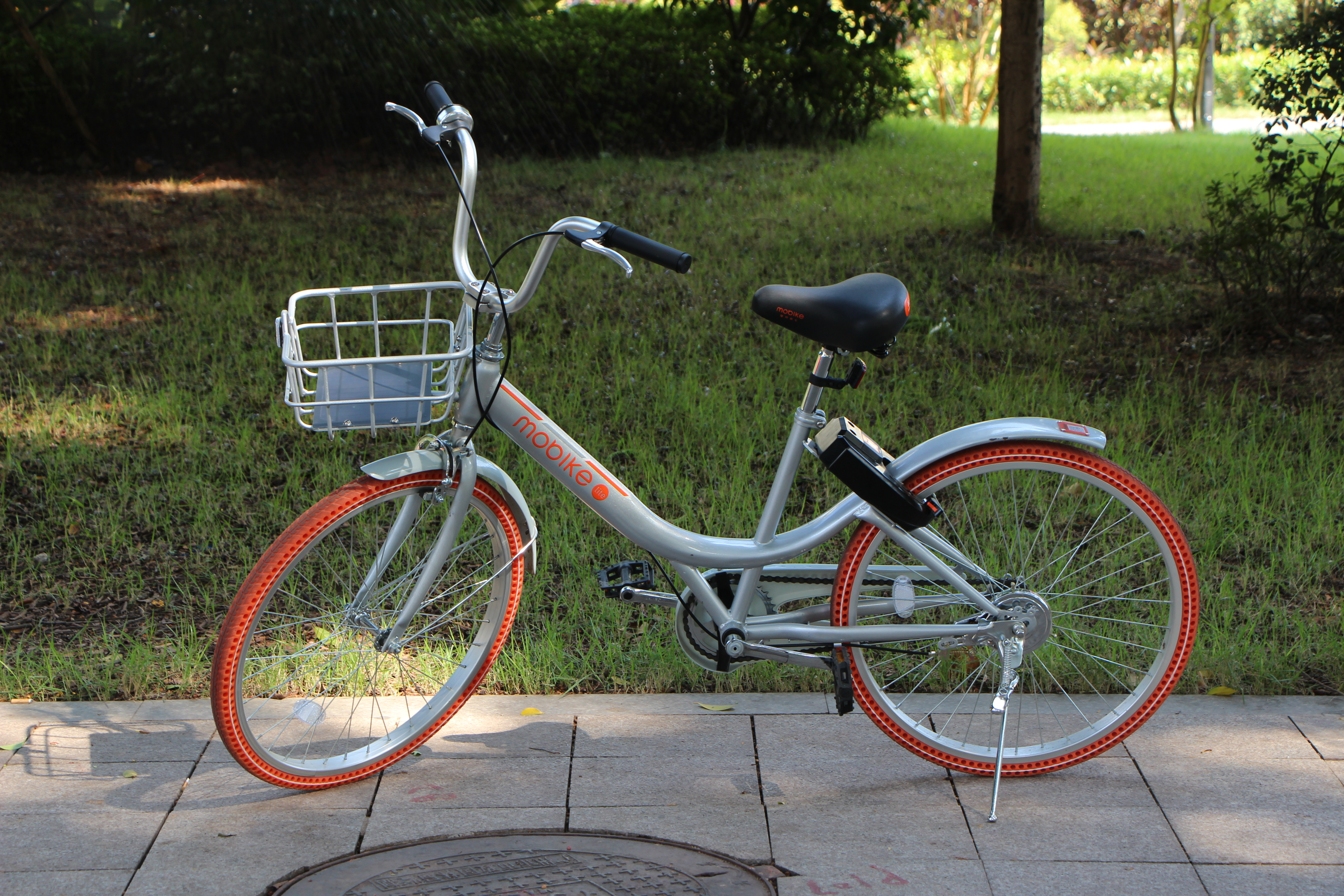
広東省のモバイク・ライト自転車。トランスミッションシステムが露出している

クラシック・モバイクとは異なり、モバイク・ライトのレンタル費用は30分あたり半額の0.5元（約8円）である。
クラシック・モバイクも第1世代のモバイク・ライトも調節可能なシートを備えておらず、ユーザーから批判された。

### 第2世代
企業のプレスリリースによれば、クラシックとライト両方の第2世代の自転車がサービス地域に少数配置されている。報道では第2世代の自転車のキックスタンドは過去世代の硬質プラスチック製より耐久力のあるアルミニウム製であると示唆されていた。同様に第2世代の自転車にはシートの底部近くの小型金属タブを押し下げることによってシートを調節可能になると述べられた。最終的に第二世代のクラシック・モバイクもまた自転車カゴを備えた。
第2世代のモバイク・ライトの配色計画はリムが橙色に変更され、タイヤは黒に戻った。

## 利用
専用アプリを使うことでモバイクの自転車を利用でき、モバイクの自転車の意図的な損傷を防止するために前もって299元の登録料の預け入れが求められる。各ユーザーは個人番号と共に電話番号を使って登録する (外国人はパスポート情報での認証が利用できる)。個人番号を通じてソフトウェアは自動的に14歳以下のアプリの利用を不許可にする。
自転車を使うためにユーザーはアプリ内の（扫码开锁）と表示されている黒いボタンを押し、QRコードスキャンインターフェイスを表示させる。ユーザーは自転車のQRコードをスキャンエリア内で撮影する必要があり、コードのスキャン成功時には低いビープ音がなる。スキャンに成功した後、画面上に「アンロックの進捗」を示すプログレスバーが表示される。アンロックが成功すると短いビープ音が3回鳴り、自転車の電子ロックが解除される。アプリではプログレスバーが100%になり 「开锁成功」（アンロック成功）の通知が短時間表示され、その後レンタル時のインターフェイスに置き換わる。このインターフェイスは走行距離、利用時間、ユーザーが自転車を使って消費したエネルギー数（カロリー数）、また自転車数と自転車の使用推定料金を示すオレンジのバナーを記録している。インターフェイスに表示される最初の３つの統計値はユーザーページの合計値に加算されるが、費用はユーザーのアカウントから差し引かれる。バーが98%になった後数秒経ってもロックが解除されない時は、ユーザーにエラーが発生したと伝え、再試行するか別の自転車に変更するよう求められる。

### 費用
モバイクはオフラインサービスを提供していないのでモバイクアプリはAliPayまたはWeChat Payを通じたオンライン取引のみ受け付ける。サービスを利用するためには前もって払い戻し可能な登録費用(保証金)299元(約4950円)の預け入れ(日本事業は3000円)が必要である。手続きを単純にするために、モバイクの自転車を使う前に各ユーザーはアカウントに最低1元あることが必要である (通常使用では利用できない登録費用299元を除く)。仮にアカウントに金がない(もしくは未払い金がある)ユーザーが乗ろうとした場合、自転車に乗る前にアカウントにチャージするよう求める通知が出る代わりにアカウント評価ページが表示される。
自転車を手動ロックした後、ロックされたことを示す短いビープ音が2回鳴り、続けて利用料金の支払いを受付け後により速い3音のビープ音が鳴る。
モバイクはアカウントのマイナス評価ができるようになっており、現在一定額の金を未払いのユーザーはアカウント評価ページに－マークが表示される。これらのユーザーは「1元未満のアカウント」という基準を満たしているので未払い金を返済しアカウントに最低1元を入れるまでモバイクの自転車の使用は許可されない。
ユーザーはアカウントの価値が0元以上であればいつでも自由にサービスから預入金を引き出すことができ、いつでも自由にサービスに再加入できる。しかしながら、未払金があるユーザーは支払いを終えるまで引き出すことはできない。

### クレジットスコア
モバイクアプリはユーザーの行動を追跡するために「クレジットスコア」システムを使用している。新規アカウントはスコア100から始まる。
スコアリングルール
| スコアの増減 | 行動                                                                             |
| ------------ | -------------------------------------------------------------------------------- |
| +1           | 通常の乗車を完了                                                                 |
| +1           | 自動車の故障を報告                                                               |
| +1           | ルール違反の自転車の駐車を報告                                                   |
| +2           | 友人を招待して登録させる                                                         |
| +2           | 招待コードを入力                                                                 |
| +2           | 最初の自転車のシェアリング                                                       |
| -20          | ルール違反の駐輪(私有地、地下駐車場または駐輪用に白線でマークされていないエリア) |
| -50          | 交通規則に違反し交通警察によって停止され、その後逃走のために自転車を捨てる       |
| -100         | 自転車のロック忘れで後に発見される                                               |
| 0に設定      | 個人のロックを導入                                                               |
| 0に設定      | 自転車のロック忘れで、自転車が損失                                               |
| 0に設定      | 自転車の不法移動                                                                 |
スコア80未満のユーザーは30分あたり100元（約1656円）に価格が急上昇する。スコア0のユーザーはモバイクの使用を永久的に禁止される。もしユーザーが誤ってスコアが減少していると考えている時は問題を「ネガティブ・レコード」ページに報告することができ、スタッフが状況を評価する。ユーザーのスコアが62点に落ちたら、自転車の駐車違反を18回報告するか通常の乗車を18回行って80点まで戻す。ユーザーが自転車でサービスエリア外に出た場合、レンタル費用は30分間ごとに100元に上昇するが、エリア内に戻れば価格は元に戻る。